# Episodi de I Rugrats
Lista degli episodi dei Rugrats.

## Prima stagione
| N° | Titolo originale                  | Titolo italiano              | Prima TV originale | Prima TV Italia |
| -- | --------------------------------- | ---------------------------- | ------------------ | --------------- |
| 1  | Tommy's First Birthday            | Il primo compleanno di Tommy | 11 agosto 1991     | marzo 1993      |
| 2  | Barbeque Story                    | Il barbeque                  | 18 agosto 1991     | 1993            |
| 2  | Waiter, There's a Baby in My Soup | Colloquio con bambino        | 18 agosto 1991     | 1993            |
| 3  | At the Movies                     | Al cinema                    | 25 agosto 1991     | 1993            |
| 3  | Slumber Party                     | Il pigiama party             | 25 agosto 1991     | 1993            |
| 4  | Baby Commercial                   | La pubblicità                | 8 settembre 1991   | 1993            |
| 4  | Little Dude                       | Tommy va a scuola            | 8 settembre 1991   | 1993            |
| 5  | Beauty Contest                    | Il concorso di bellezza      | 15 settembre 1991  | 1993            |
| 5  | Baseball                          | La partita di baseball       | 15 settembre 1991  | 1993            |
| 6  | Ruthless Tommy                    | Scambio di bebè              | 22 settembre 1991  | 1993            |
| 6  | Moose Country                     | Alla ricerca dell'alce       | 22 settembre 1991  | 1993            |
| 7  | Grandpa's Teeth                   | I denti del nonno            | 6 ottobre 1991     | 1993            |
| 7  | Momma Trauma                      | Terapia famigliare           | 6 ottobre 1991     | 1993            |
| 8  | Real or Robots?                   | Umano o Robot?               | 13 ottobre 1991    | 1993            |
| 8  | Special Delivery                  | Consegna speciale            | 13 ottobre 1991    | 1993            |
| 9  | Candy Bar Creep Show              | I dolcetti di Halloween      | 27 ottobre 1991    | 1993            |
| 9  | Monster in the Garage             | Un mostro in garage          | 27 ottobre 1991    | 1993            |
| 10 | Weaning Tommy                     | Lo svezzamento               | 10 novembre 1991   | 1993            |
| 10 | Incident in Aisle Seven           | Incidente nella corsia sette | 10 novembre 1991   | 1993            |
| 11 | Touch-Down Tommy                  | Tommy Touchdown              | 24 novembre 1991   | 1993            |
| 11 | The Trial                         | Il processo                  | 24 novembre 1991   | 1993            |
| 12 | Fluffy vs. Spike                  | Morbidosa contro Spike       | 8 dicembre 1991    | 1993            |
| 12 | Reptar's Revenge                  | Al luna park                 | 8 dicembre 1991    | 1993            |
| 13 | Graham Canyon                     | Graham Canyon                | 22 dicembre 1991   | 1993            |
| 13 | Stu-Maker's Elves                 | Gli elfi di Stu              | 22 dicembre 1991   | 1993            |

## Seconda stagione
| N° | Titolo originale                | Titolo italiano               | Prima TV originale |
| -- | ------------------------------- | ----------------------------- | ------------------ |
| 1  | Toy Palace                      | Il palazzo dei giocattoli     | 5 settembre 1992   |
| 1  | Sand Ho!                        | Terra!                        | 5 settembre 1992   |
| 2  | Chuckie vs. the Potty           | Chuckie e il vasino           | 12 settembre 1992  |
| 2  | Together at Last                | Di nuovo insieme              | 12 settembre 1992  |
| 3  | The Big House                   | Fuga dall'asilo               | 26 settembre 1992  |
| 3  | The Shot                        | La puntura                    | 26 settembre 1992  |
| 4  | Showdown at Teeter-Totter Gulch | L'ora senza ombra             | 3 ottobre 1992     |
| 4  | Mirrorland                      | La Terra dello Specchio       | 3 ottobre 1992     |
| 5  | Angelica's in Love              | Angelica si innamora          | 10 ottobre 1992    |
| 5  | Ice Cream Mountain              | Una montagna di gelato        | 10 ottobre 1992    |
| 6  | Regarding Stuie                 | Tutto su Stu                  | 17 ottobre 1992    |
| 6  | Garage Sale                     | Vendita in Garage             | 17 ottobre 1992    |
| 7  | Let There be Light              | E luce fu                     | 24 ottobre 1992    |
| 7  | The Bank Trick                  | La banca                      | 24 ottobre 1992    |
| 8  | Family Reunion                  | Riunione di famiglia          | 31 ottobre 1992    |
| 8  | Grandpa's Date                  | L'appuntamento di nonno       | 31 ottobre 1992    |
| 9  | No Bones About It               | Senza dubbi                   | 7 novembre 1992    |
| 9  | Beach Blanket Babies            | Bimbi da spiaggia             | 7 novembre 1992    |
| 10 | Reptar on Ice                   | Reptar sul ghiaccio           | 14 novembre 1992   |
| 10 | Family Feud                     | Litigi familiari              | 14 novembre 1992   |
| 11 | Superhero Chuckie               | Chuckie il supereroe          | 21 novembre 1992   |
| 11 | The Dog Broomer                 | Il toelettatore               | 21 novembre 1992   |
| 12 | Aunt Miriam                     | Zia Miriam                    | 28 novembre 1992   |
| 12 | The Inside Story                | Una storia interna            | 28 novembre 1992   |
| 13 | A Visit from Lipschitz          | La visita di Lipschitz        | 30 novembre 1992   |
| 13 | What the Big People Do          | Cose da grandi                | 30 novembre 1992   |
| 14 | The Santa Experience            | Missione Babbo Natale         | 5 dicembre 1992    |
| 15 | Visitors from Outer Space       | Alieni dallo spazio           | 19 dicembre 1992   |
| 15 | The Case of the Missing Rugrat  | Il caso del Rugrat scomparso  | 19 dicembre 1992   |
| 16 | Chuckie Loses his Glasses       | Chuckie perde gli occhiali    | 26 dicembre 1992   |
| 16 | Chuckie Gets Skunked            | Chuckie e la puzzola          | 26 dicembre 1992   |
| 17 | Rebel Without a Teddy Bear      | Il ribelle senza orsacchiotto | 2 gennaio 1993     |
| 17 | Angelica the Magnificent        | Angelica la magnifica         | 2 gennaio 1993     |
| 18 | Meet the Carmichaels            | Ecco i Carmichael             | 9 gennaio 1993     |
| 18 | The Box                         | La scatola                    | 9 gennaio 1993     |
| 19 | Down the Drain                  | Giù per lo scarico            | 16 gennaio 1993    |
| 19 | Let Them Eat Cake               | Appassionati di torta         | 16 gennaio 1993    |
| 20 | The Seven Voyages of Cynthia    | I sette viaggi di Cynthia     | 10 aprile 1993     |
| 20 | My Friend Barney                | Il mio amico Barney           | 10 aprile 1993     |
| 21 | Feeding Hubert                  | Nutriamo Hubert               | 17 aprile 1993     |
| 21 | Spike the Wonder Dog            | Spike il super cane           | 17 aprile 1993     |
| 22 | The Slide                       | Scivolo                       | 24 aprile 1993     |
| 22 | The Big Flush                   | Il grande sciacquone          | 24 aprile 1993     |
| 23 | King Ten Pin                    | Il torneo di bowling          | 1 maggio 1993      |
| 23 | Runaway Angelica                | Angelica fugge                | 1 maggio 1993      |
| 24 | Game Show Didi                  | Didi e il quiz                | 8 maggio 1993      |
| 24 | Toys in the Attic               | Giocattoli nell'attico        | 8 maggio 1993      |
| 25 | Driving Miss Angelica           | Angelica salva Chuckie        | 15 maggio 1993     |
| 25 | Susie vs. Angelica              | Susie vs. Angelica            | 15 maggio 1993     |
| 26 | Tooth or Dare                   | La fatina dei denti           | 22 maggio 1993     |
| 26 | Party Animals                   | Animali da festa              | 22 maggio 1993     |

## Terza stagione
| N° | Titolo originale           | Titolo italiano                       | Prima TV originale |
| -- | -------------------------- | ------------------------------------- | ------------------ |
| 1  | Dummi Bear Dinner Disaster | Il trasloco                           | 25 settembre 1993  |
| 1  | Twins' Pique               | Gemelli non gemelli                   | 25 settembre 1993  |
| 2  | Chuckie's First Haircut    | Il primo taglio di capelli di Chuckie | 2 ottobre 1993     |
| 2  | Cool Hand Angelica         | Angelica e il lavoro di squadra       | 2 ottobre 1993     |
| 3  | The Tricycle Thief         | Il ladro di tricicli                  | 9 ottobre 1993     |
| 3  | Rhinoceritis               | Rinocerontite!                        | 9 ottobre 1993     |
| 4  | Grandpa Moves Out          | Il nonno se ne va                     | 17 ottobre 1993    |
| 4  | The Legend of the Satchmo  | La leggenda di Satchmo                | 17 ottobre 1993    |
| 5  | Circus Angelicus           | Circo Angelicus                       | 24 ottobre 1993    |
| 5  | The Stork                  | La cicogna                            | 24 ottobre 1993    |
| 6  | The Baby Vanishes          | Il bambino scomparso                  | 31 ottobre 1993    |
| 6  | Farewell, My Friend        | Addio amico mio                       | 31 ottobre 1993    |
| 7  | When Wishes Come True      | I desideri si avverano                | 7 novembre 1993    |
| 7  | Angelica Breaks a Leg      | Angelica si rompe una gamba           | 7 novembre 1993    |
| 8  | The Last Babysitter        | La babysitter                         | 14 novembre 1993   |
| 8  | Sour Pickles               | Sottaceti acidi                       | 14 novembre 1993   |
| 9  | Reptar 2010                | Reptar 2010                           | 21 novembre 1993   |
| 9  | Stu Gets a Job             | Stu viene assunto                     | 21 novembre 1993   |
| 10 | Give & Take                | Dare e avere                          | 28 novembre 1993   |
| 10 | The Gold Rush              | Caccia all'oro                        | 28 novembre 1993   |
| 11 | Home Movies                | Film fatti in casa                    | 5 dicembre 1993    |
| 11 | The Mysterious Mr. Friend  | Il misterioso Mr. Friend              | 5 dicembre 1993    |
| 12 | Cuffed                     | Ammanettato!                          | 12 dicembre 1993   |
| 12 | The Blizzard               | La bufera di neve                     | 12 dicembre 1993   |
| 13 | Destination: Moon          | Destinazione: Luna                    | 19 dicembre 1993   |
| 13 | Angelica's Birthday        | Il compleanno di Angelica             | 19 dicembre 1993   |
| 14 | Princess Angelica          | La principessa Angelica               | 26 dicembre 1993   |
| 14 | The Odd Couple             | La strana coppia                      | 26 dicembre 1993   |
| 15 | Naked Tommy                | Tommy nudo                            | 2 gennaio 1994     |
| 15 | Tommy and the Secret Club  | Tommy e il club segreto               | 2 gennaio 1994     |
| 16 | Under Chuckie's Bed        | Sotto il letto di Chuckie             | 9 gennaio 1994     |
| 16 | Chuckie is Rich            | Chuckie diventa ricco                 | 9 gennaio 1994     |
| 17 | Mommy's Little Assets      | I tesori di mamma                     | 13 febbraio 1994   |
| 17 | Chuckie's Wonderful Life   | La vita di Chuckie                    | 13 febbraio 1994   |
| 18 | In the Dreamtime           | È tutto un sogno                      | 20 febbraio 1994   |
| 18 | The Unfair Pair            | Disparità                             | 20 febbraio 1994   |
| 19 | Chuckie's Red Hair         | I capelli rossi di Chuckie            | 27 febbraio 1994   |
| 19 | Spike Runs Away            | Spike scappa                          | 27 febbraio 1994   |
| 20 | The Alien                  | L'alieno                              | 6 marzo 1994       |
| 20 | Mr. Clean                  | Signor Pulito                         | 6 marzo 1994       |
| 21 | Angelica's Worst Nightmare | Il peggior incubo di Angelica         | 13 marzo 1994      |
| 21 | The Mega Diaper Babies     | I mega pannolini                      | 13 marzo 1994      |
| 22 | New Kid in Town            | Il nuovo bambino                      | 10 aprile 1994     |
| 22 | Pickles vs. Pickles        | Pickle contro Pickle                  | 10 aprile 1994     |
| 23 | A Rugrats Passover         | La Pasqua ebraica                     | 13 aprile 1995     |
| 24 | Kid TV                     | Bimbo TV                              | 8 maggio 1994      |
| 24 | The Sky is Falling         | Il cielo viene giù                    | 8 maggio 1994      |
| 25 | I Remember Melville        | Povero Melville                       | 15 maggio 1994     |
| 25 | No More Cookies            | Niente più biscotti                   | 15 maggio 1994     |
| 26 | Cradle Attraction          | Attratti dalla culla                  | 22 maggio 1994     |
| 26 | Moving Away                | Distacco                              | 22 maggio 1994     |

## Quarta stagione
| N° | Titolo originale               | Titolo italiano                         | Prima TV originale |
| -- | ------------------------------ | --------------------------------------- | ------------------ |
| 1  | Rugrats Chanukah               | L'Hanukah dei Rugrats                   | 3 dicembre 1996    |
| 2  | Rugrats Mother's Day           | La festa della mamma                    | 5 maggio 1997      |
| 3  | Spike's Babies                 | I cuccioli di Spike                     | 22 agosto 1997     |
| 3  | Chicken Pops                   | Le bolle del pollo                      | 22 agosto 1997     |
| 4  | Radio Daze                     | Radio Daze                              | 29 agosto 1997     |
| 4  | Psycho Angelica                | Psico-Angelica                          | 29 agosto 1997     |
| 5  | America's Wackiest Home Movies | I video amatoriali più strani d'America | 5 settembre 1997   |
| 5  | The 'Lympics                   | Le Olimpiadi                            | 5 settembre 1997   |
| 6  | The Carwash                    | Autolavaggio                            | 12 settembre 1997  |
| 6  | Heatwave                       | Ondata di calore                        | 12 settembre 1997  |
| 7  | Faire Play                     | Un mondo fantastico                     | 20 settembre 1997  |
| 7  | The Smell of Success           | Il profumo del successo                 | 20 settembre 1997  |
| 8  | Dust Bunnies                   | Batuffoli di polvere                    | 26 settembre 1997  |
| 8  | Educating Angelica             | L'educazione di Angelica                | 26 settembre 1997  |
| 9  | Angelica's Last Stand          | Lo stand di Angelica                    | 3 ottobre 1997     |
| 9  | Clan of the Duck               | Il gruppo dell'anatra                   | 3 ottobre 1997     |
| 10 | Potty Training Spike           | inedito                                 | 10 ottobre 1997    |
| 10 | The Art Fair                   | inedito                                 | 10 ottobre 1997    |
| 11 | Send in the Clouds             | Con la testa fra le nuvole              | 17 ottobre 1997    |
| 11 | In the Navel                   | Tutti a pesca                           | 17 ottobre 1997    |
| 12 | The Mattress                   | Il materasso                            | 31 ottobre 1997    |
| 12 | Looking for Jack               | Alla ricerca di Jack                    | 31 ottobre 1997    |
| 13 | Ransom of Cynthia              | Il riscatto per Cynthia                 | 8 novembre 1997    |
| 13 | Turtle Recall                  | Salviamo la tartaruga                   | 8 novembre 1997    |
| 14 | Angelica Orders Out            | La voce di Angelica                     | 15 novembre 1997   |
| 14 | Let it Snow                    | Finto Natale                            | 15 novembre 1997   |
| 15 | Angelica Nose Best             | Il nuovo naso di Angelica               | 22 novembre 1997   |
| 15 | Pirate Light                   | La luce dei pirati                      | 22 novembre 1997   |

## Quinta stagione
| N° | Titolo originale                      | Titolo italiano                    | Prima TV originale |
| -- | ------------------------------------- | ---------------------------------- | ------------------ |
| 1  | Vacation                              | Tutti in vacanza                   | 29 maggio 1998     |
| 2  | Grandpa's Bad Bug                     | L'insetto cattivo del nonno        | 19 agosto 1998     |
| 2  | Lady Luck                             | La dea bendata                     | 19 agosto 1998     |
| 3  | Crime and Punishment                  | Delitto e castigo                  | 20 agosto 1998     |
| 3  | Baby Maybe                            | Bambini in corso                   | 20 agosto 1998     |
| 4  | The Word of the Day                   | La parola del giorno               | 18 agosto 1998     |
| 4  | Jonathan Babysits                     | Jonathan fa il babysitter          | 18 agosto 1998     |
| 5  | He Saw, She Saw                       | Lei sa, lui sa                     | 21 agosto 1998     |
| 5  | Piggy's Pizza Palace                  | Piggy's Pizza Palace               | 21 agosto 1998     |
| 6  | Fugitive Tommy                        | Tommy il fuggitivo                 | 16 agosto 1998     |
| 6  | Visiting Aunt Miriam                  | Visita a zia Miriam                | 16 agosto 1998     |
| 7  | The First Cut                         | Il primo taglio                    | 22 agosto 1998     |
| 7  | Chuckie Grows                         | Chuckie cresce                     | 22 agosto 1998     |
| 8  | Uneasy Rider                          | Il cavaliere inquieto              | 29 agosto 1998     |
| 8  | Where's Grandpa?                      | Dov'è nonno?                       | 29 agosto 1998     |
| 9  | The Wild Wild West                    | Il selvaggio West                  | 17 agosto 1998     |
| 9  | Angelica for a Day                    | Angelica per un giorno             | 17 agosto 1998     |
| 10 | Babysitting Fluffy                    | Attenti a Fluffy                   | 15 agosto 1998     |
| 10 | Sleep Trouble                         | Problemi con il sonno              | 15 agosto 1998     |
| 11 | Hiccups                               | Singhiozzo                         | 11 settembre 1998  |
| 11 | Autumn Leaves                         | L'autunno                          | 11 settembre 1998  |
| 12 | Journey to the Center of the Basement | Viaggio al centro del seminterrato | 19 settembre 1998  |
| 12 | A Very McNulty Birthday               | Un compleanno in stile McNulty     | 19 settembre 1998  |
| 13 | The Family Tree                       | L'albero genealogico               | 21 settembre 1998  |
| 14 | The Turkey Who Came to Dinner         | Un tacchino a cena                 | 9 novembre 1998    |
| 15 | Chuckie's Duckling                    | Chuckie e l'anatroccolo            | 18 gennaio 1999    |
| 15 | A Dog's Life                          | Il cane supereroe                  | 18 gennaio 1999    |
| 16 | Chuckerfly                            | Chuckie farfalla                   | 23 gennaio 1999    |
| 16 | Angelica's Twin                       | La gemella di Angelica             | 23 gennaio 1999    |
| 17 | Hand Me Downs                         | I vecchi giocattoli                | 30 gennaio 1999    |
| 17 | Angelica's Ballet                     | Il balletto di Angelica            | 30 gennaio 1999    |
| 18 | Raising Dil                           | Educhiamo Dil                      | 6 febbraio 1999    |
| 18 | No Naps                               | Nessun dorma                       | 6 febbraio 1999    |
| 19 | Man of the House                      | Un uomo di casa                    | 13 febbraio 1999   |
| 19 | A Whole New Stu                       | Un nuovo Stu                       | 13 febbraio 1999   |
| 20 | Submarine                             | Il sottomarino                     | 20 febbraio 1999   |
| 20 | Chuckie's a Lefty                     | Chuckie è mancino                  | 20 febbraio 1999   |

## Sesta stagione
| N° | Titolo originale              | Titolo italiano                  | Prima TV originale |
| -- | ----------------------------- | -------------------------------- | ------------------ |
| 1  | Baking Dil                    | Dil e la panetteria              | 27 febbraio 1999   |
| 1  | Hair!                         | Capelli!                         | 27 febbraio 1999   |
| 2  | Pedal Pusher                  | Spingi il pedale                 | 6 marzo 1999       |
| 2  | Music                         | Musica                           | 6 marzo 1999       |
| 3  | Opposites Attract             | Gli opposti si attraggono        | 13 marzo 1999      |
| 3  | The Art Museum                | Il museo d'arte                  | 13 marzo 1999      |
| 4  | The Jungle                    | La giungla                       | 20 marzo 1999      |
| 4  | The Old Country               | Il vecchio paese                 | 20 marzo 1999      |
| 5  | Ghost Story                   | La storia di fantasmi            | 27 marzo 1999      |
| 5  | Chuckie's Complaint           | Il reclamo di Chuckie            | 27 marzo 1999      |
| 6  | Chuckie's Bachelor Pad        | La casa di Chuckie               | 10 aprile 1999     |
| 6  | Junior Prom                   | Il ballo                         | 10 aprile 1999     |
| 7  | What's Your Line?             | Che lavoro fai?                  | 17 aprile 1999     |
| 7  | Two by Two                    | Due a due                        | 17 aprile 1999     |
| 8  | Wrestling Grandpa             | Wrestling insieme al nonno       | 1 maggio 1999      |
| 8  | Chuckie Collects              | Chuckie collezionista            | 1 maggio 1999      |
| 9  | Zoo Story                     | Avventura allo zoo               | 7 agosto 1999      |
| 9  | I Do                          | Lo voglio                        | 7 agosto 1999      |
| 10 | Silent Angelica               | Il silenzio di Angelica          | 7 agosto 1999      |
| 10 | Tie My Shoes                  | Legami le scarpe                 | 7 agosto 1999      |
| 11 | No Place Like Home            | Nessun posto è come casa         | 2 ottobre 1999     |
| 12 | Share and Share a Spike       | Condividere Spike                | 2 ottobre 1999     |
| 12 | Tommy for Mayor               | Tommy sindaco                    | 2 ottobre 1999     |
| 13 | Brothers are Monsters         | Fratelli mostri                  | 9 ottobre 1999     |
| 13 | Cooking with Susie            | In cucina con Susie              | 9 ottobre 1999     |
| 14 | Officer Chuckie               | Agente Chuckie                   | 16 ottobre 1999    |
| 14 | Auctioning Grandpa            | Nonno all'asta                   | 16 ottobre 1999    |
| 15 | Planting Dil                  | Dil viene piantato               | 16 ottobre 1999    |
| 15 | Joke's on You                 | Gli scherzi di Angelica          | 16 ottobre 1999    |
| 16 | Partners in Crime             | Compagni di marachelle           | 6 novembre 1999    |
| 16 | Thumbs Up                     | Pollici                          | 6 novembre 1999    |
| 17 | Big Showdown                  | La grande sfida                  | 20 novembre 1999   |
| 17 | Doctor Susie                  | Dottoressa Susie                 | 20 novembre 1999   |
| 18 | Runaway Reptar                | Reptar il traditore              | 27 novembre 1999   |
| 19 | Runaway Reptar                | Reptar il traditore              | 27 novembre 1999   |
| 20 | Accidents Happen              | Cose che succedono               | 18 dicembre 1999   |
| 20 | Pee Wee Scouts                | Pee Wee Scouts                   | 18 dicembre 1999   |
| 21 | Chuckie's New Shirt           | La nuova camicia di Chuckie      | 22 gennaio 2000    |
| 21 | Cavebabies                    | Bimbi delle caverne              | 22 gennaio 2000    |
| 22 | Be My Valentine               | San Valentino                    | 14 febbraio 2000   |
| 23 | Discover America              | Alla scoperta dell'America       | 9 ottobre 2000     |
| 24 | Acorn Nuts and Diapey Butts   | Il cambio del pannolino          | 7 novembre 2000    |
| 25 | Acorn Nuts and Diapey Butts   | Abbasso l'autunno                | 8 novembre 2000    |
| 26 | Acorn Nuts and Diapey Butts   | Non toccate la parata            | 9 novembre 2000    |
| 27 | The Magic Baby                | Il bambino magico                | 4 maggio 2001      |
| 27 | Dil We Meet Again             | Dil l'anguria                    | 4 maggio 2001      |
| 28 | All's Well that Pretends Well | Tutto è bene quel che finge bene | 6 luglio 2001      |
| 28 | Big Babies                    | Bambini grandi                   | 6 luglio 2001      |
| 29 | Incredible Shrinking Babies   | Bambini rimpiccioliti            | 13 luglio 2001     |
| 29 | Miss Manners                  | Miss Buone Maniere               | 13 luglio 2001     |
| 30 | A Dose of Dil                 | Una dose di Dil                  | 20 luglio 2001     |
| 30 | Famous Babies                 | Bimbi famosi                     | 20 luglio 2001     |

## Settima stagione
| N° | Titolo originale                     | Titolo italiano                   | Prima TV originale |
| -- | ------------------------------------ | --------------------------------- | ------------------ |
| 1  | Finsterella                          | Finesterentola                    | 15 gennaio 2001    |
| 2  | Angelicon                            | Angelicon                         | 19 gennaio 2001    |
| 2  | Dil's Binkie                         | Il ciuccio di Dil                 | 19 gennaio 2001    |
| 2  | Big Brother Chuckie                  | Chuckie il fratello maggiore      | 19 gennaio 2001    |
| 3  | Sister Act                           | Il ruolo di sorella               | 26 gennaio 2001    |
| 3  | Spike's Nightscare                   | L'incubo di Spike                 | 26 gennaio 2001    |
| 3  | Cuddle Bunny                         | Coniglietto coccoloso             | 26 gennaio 2001    |
| 4  | Changes for Chuckie                  | Chuckie e i cambiamenti           | 2 febbraio 2001    |
| 4  | The Magic Show                       | Lo show di magia                  | 2 febbraio 2001    |
| 4  | A Lulu of a Time                     | Lulu babysitter                   | 2 febbraio 2001    |
| 5  | Dayscare                             | L'asilo spaventoso                | 9 febbraio 2001    |
| 5  | The Great Unknown                    | Il grande mistero                 | 9 febbraio 2001    |
| 5  | Wash-Dry Story                       | È ora del lavaggio                | 9 febbraio 2001    |
| 6  | Cat Got Your Tongue?                 | Il gatto ti ha mangiato la lingua | 16 febbraio 2001   |
| 6  | The War Room                         | La stanza della guerra            | 16 febbraio 2001   |
| 6  | Attention Please                     | Attenzioni                        | 16 febbraio 2001   |
| 7  | And the Winner Is...                 | Il vincitore è...                 | 9 marzo 2001       |
| 7  | Dil's Bathtime                       | Il bagnetto di Dil                | 9 marzo 2001       |
| 7  | Bigger Than Life                     | Grandi avventure                  | 9 marzo 2001       |
| 8  | My Fair Babies                       | Trasformazione                    | 30 marzo 2001      |
| 8  | The Way Things Work                  | La vita dentro casa               | 30 marzo 2001      |
| 8  | Home Sweet Home                      | Casa dolce casa                   | 30 marzo 2001      |
| 9  | Day of the Potty                     | Il giorno del vasino              | 6 aprile 2001      |
| 9  | Tell-Tale Cell Phone                 | Il telefono di Charlotte          | 6 aprile 2001      |
| 9  | The Time of Their Lives              | I migliori momenti                | 6 aprile 2001      |
| 10 | Dil Saver                            | Salviamo Dil                      | 13 aprile 2001     |
| 10 | Cooking with Phil and Lil            | In cucina con Phil e Lil          | 13 aprile 2001     |
| 10 | Piece of Cake                        | Un pezzo di torta                 | 13 aprile 2001     |
| 11 | Bad Shoes                            | Scarpe scomode                    | 20 aprile 2001     |
| 11 | The World According to Dil and Spike | Il mondo secondo Dil e Spike      | 20 aprile 2001     |
| 11 | Falling Stars                        | Stelle cadenti                    | 20 aprile 2001     |
| 12 | Adventure Squad                      |                                   | 27 aprile 2001     |
| 12 | The Way More Things Work             |                                   | 27 aprile 2001     |
| 12 | Talk of the Town                     |                                   | 27 aprile 2001     |
| 13 | A Rugrats Kwanzaa                    |                                   | 11 dicembre 2001   |
| 14 | Pre-School Daze                      | La festa della scuola materna     | 10 aprile 2004     |

## Ottava stagione
| N° | Titolo originale                              | Titolo italiano                              | Prima TV originale |
| -- | --------------------------------------------- | -------------------------------------------- | ------------------ |
| 1  | All Growed Up                                 |                                              | 21 luglio 2001     |
| 2  | All Growed Up                                 |                                              | 21 luglio 2001     |
| 3  | Quiet, Please!                                | Silenzio, per favore                         | 9 febbraio 2002    |
| 3  | Early Retirement                              | Pensionamento anticipato                     | 9 febbraio 2002    |
| 4  | The Doctor is In                              | Ecco la dottoressa                           | 9 febbraio 2002    |
| 4  | The Big Sneeze                                | Il grande starnuto                           | 9 febbraio 2002    |
| 5  | The Fun Way Day                               | Il giorno del divertimento                   | 23 febbraio 2002   |
| 5  | The Age of Aquarium                           | L'acquario                                   | 23 febbraio 2002   |
| 6  | Daddy's Little Helpers                        | Piccoli aiutanti di papà                     | 9 marzo 2002       |
| 6  | Hello Dilly                                   | Dilly                                        | 9 marzo 2002       |
| 7  | Bow Wow Wedding Vows                          | I cani innamorati                            | 25 marzo 2002      |
| 8  | Cynthia Comes Alive                           | Cynthia prende vita                          | 6 aprile 2002      |
| 8  | Trading Phil                                  | Lo scambio di Phil                           | 6 aprile 2002      |
| 9  | A Tale of Two Puppies                         | Una storia di due cuccioli                   | 1º luglio 2002     |
| 9  | Okey-Dokey Jones and the Ring of the Sunbeams | Okey-Dokey Jones e l'anello di raggi di sole | 1º luglio 2002     |
| 10 | Happy Taffy                                   | Taffy felice                                 | 21 settembre 2002  |
| 10 | Imagine That                                  | Immagina immagina...                         | 16 novembre 2002   |
| 11 | Curse of the Were-Wuff                        | La maledizione del lupo mannaro              | 28 ottobre 2002    |
| 12 | Back to School                                | Ritorno a scuola                             | 13 settembre 2003  |
| 12 | Sweet Dreams                                  | Sogni d'oro                                  | 13 settembre 2003  |
| 13 | A Step at a Time                              | Un passo alla volta                          | 27 settembre 2003  |
| 13 | Angelica's Assistant                          | L'assistente di Angelica                     | 27 settembre 2003  |
| 14 | Murmur on the Ornery Express                  | Mormorio sull'Ornery Express                 | 11 novembre 2003   |

## Nona stagione
| N° | Titolo originale            | Titolo italiano | Prima TV originale |
| -- | --------------------------- | --------------- | ------------------ |
| 1  | Club Fred                   | Club Fred       | 6 settembre 2003   |
| 2  | The Perfect Twins           |                 | 30 novembre 2002   |
| 3  | Babies in Toyland           |                 | 9 dicembre 2002    |
| 4  | Babies in Toyland           |                 | 9 dicembre 2002    |
| 5  | Clown Around                |                 | 28 gennaio 2003    |
| 5  | The Baby Rewards            |                 | 28 gennaio 2003    |
| 6  | Diapies and Dragons         |                 | 5 ottobre 2002     |
| 6  | Baby Power                  |                 | 5 ottobre 2002     |
| 7  | Bug Off                     |                 | 22 settembre 2002  |
| 7  | The Crawl Space             |                 | 8 marzo 2003       |
| 8  | Starstruck                  |                 | 8 marzo 2003       |
| 8  | Where's Taffy?              |                 | 28 settembre 2003  |
| 9  | They Came from the Backyard |                 | 10 giugno 2004     |
| 9  | Lil's Phil of Trash         |                 | 5 ottobre 2002     |
| 10 | Mutt's in a Name            |                 | 22 novembre 2002   |
| 10 | Hurricane Alice             |                 | 1º agosto 2004     |
| 11 | Bestest of Show             |                 | 16 novembre 2002   |
| 11 | Hold the Pickles            |                 | 28 settembre 2003  |
| 12 | Baby Sale                   |                 | 20 settembre 2003  |
| 12 | Steve                       |                 | 20 settembre 2003  |
| 13 | The Bravliest Baby          |                 | 11 ottobre 2003    |
| 13 | Gimme an 'A'                |                 | 11 ottobre 2003    |
| 14 | Fountain of Youth           |                 | 10 giugno 2004     |
| 14 | Kimi Takes the Cake         |                 | 5 ottobre 2002     |